# Willa Rożnowskich w Krakowie
Willa Rożnowskich – neogotycki budynek należący do Idy i Edwarda Rożnowskich, który znajdował się w Krakowie na Bulwarze Poleskim nad Wisłą, vis-à-vis Wawelu, w pobliżu dzisiejszej ulicy Zamkowej, rozebrany w 1938 roku.

## Architektura
Była to okazała willa, utrzymana w manierze neogotyckiej, wzniesiona na nieregularnym planie. Posiadała trzykondygnacyjną część po stronie wschodniej, dwukondygnacyjną część środkową oraz czworoboczną wieżę zwróconą w kierunku północno-zachodnim, przykrytą dachem w kształcie ostrosłupa. Całość posiadała czerwoną elewację wykonaną z surowej cegły.
Budynek górował nad Dębnikami, a swoimi gabarytami niemal stanowił przeciwwagę dla leżącego po przeciwnej stronie Wisły Zamku na Wawelu. Wybudowanie tak okazałego budynku na Krakowskim brzegu nie byłoby wówczas dopuszczalne ze względu na znaczną ingerencję w krajobraz najbliższego otoczenia Wawelu. Możliwość budowy dała jednak wciąż obowiązująca w Dębnikach ustawa budowlana z 1786 r.

## Historia
Willa została zbudowana w 1891 r. na niepewnym, zalewowym terenie ówczesnej wsi Dębniki, zaledwie kilka lat po wybudowaniu Mostu Dębnickiego (1887-1888), łączącego tę wieś z Krakowem. Budynek powstał z funduszy Idy i Edwarda Rożnowskich, należących do znanej i zamożnej krakowskiej rodziny związanej z produkcją mydła. Około roku 1920 willa przeszła na własność skarbu państwa. Znalazła tam swoją siedzibę Dyrekcja Dróg Wodnych. Budynek ze względu na bliskość Wisły narażony był na ciągłe niszczenie spowodowane licznymi, długotrwałymi powodziami (m.in. w 1903 i 1925). Po powodzi z 1934 r. podjęto ostatecznie decyzję o jego rozbiórce w roku 1938.
Cypel na którym znajdowała się willa, został wyprofilowany (skrócony o kilkadziesiąt metrów) celem uspokojenia nurtu rzeki na tym odcinku. Nie tylko zagrażał on żegludze powodując zawirowania, ale przede wszystkim przyczyniał się do podmywania przeciwległego Wzgórza Wawelskiego. W miejscu willi powstała plaża „Wawel”, która bezpowrotnie zniknęła pod wodą wraz ze spiętrzeniem Wisły na Stopniu Wodnym Dąbie w 1965 r.